# خاطرات موتورسیکلت (فیلم)
خاطرات موتورسیکلت (به اسپانیایی: Diarios de motocicleta) نام یک فیلم زندگینامه‌ای جاده‌ای به کارگردانی والتر سالس محصول ۲۰۰۴ است. این فیلم در مورد مسافرت و خاطره‌نویسی ارنستو گوارا جوان ۲۳ ساله است که سال‌ها پیش از رسیدن به شهرت جهانی‌اش به‌عنوان اسطوره جنگ چریکی مارکسیست با نام چه‌گوارا است.
این فیلم روایتگر سیر و سفری در سال ۱۹۵۲ است که توسط گوآرا و دوستش آلبرتو گرانادو با موتورسیکلت آغاز شد و نقاط مختلف آمریکای جنوبی را پیمود. ماجرا از لذت‌جویی جوانی آغاز و گسترانده می‌شود، گوآرا به واسطه مشاهده زندگی رعایای بومی که فقر به آنها تحمیل شده، دچار تحول می‌شود.